# アイパー滝沢のホゥ!リーナイト・フィーバー
『アイパー滝沢のホゥ!リーナイト・フィーバー』（アイパーたきざわのホゥ!リーナイト・フィーバー）は、REDS WAVEおよびミュージックバードで110局ネットで放送されているラジオ番組。

## 概要
お笑い芸人・アイパー滝沢がパーソナリティを務めるトーク番組。番組名の「ホゥ」は、本人の芸からきている。2017年10月に『えんにちの縁にちなんで』として放送開始。2018年1月からパーソナリティがアイパー滝沢のみとなり、番組タイトルと内容を変更。
放送される曲は、全曲滝沢自身の選曲による。収録風景などは滝沢のブログに掲載されている。
2018年1月からミュージックバードを通じて全国のコミュニティ放送局でも放送されている（遅れネット）。また、ListenRadio・SimulRadioでREDS WAVEを経由して聴取することも可能。制作局であるREDS WAVEでの放送時間は55分間であるが、ミュージックバードでの放送枠は1時間番組となる。そのため、ミュージックバードでの放送に際しては、BIG MOJOの「Downside Away Bluse（DJ Rodrigues Secondline RMX）」を5分間放送し、時間を調整している。
ゲストが出演することもある。コロナ禍の影響で、2020年4月からしばらくの間ゲスト出演がなかったが、2023年5月から再開された。

## 主なコーナー
- アイパーさん、こんなことあったよ

滝沢の近況や、日々、思ったことを話す。ゲストがいる場合は、滝沢が一方的に話し、ゲストとの会話がない状況に陥る。メールが少ない時などは、滝沢自身の独り言と、音楽で時間を埋める。
- アイパーさんが、リスナーのメールを心を込めて読んでいくよ。

「普通のお便り」から、滝沢のブログに掲載されたテーマにちなむ投稿にいたるまでを、放送時間まで紹介する。なお、テーマに基づく投稿が多い場合は、次回放送分でも紹介される場合がある。ふつおたは随時募集しており、溜まり次第紹介していくスタンスを採っている。またメールの紹介後は、エコーに乗せてリスナーへ感謝の言葉を述べる。メール紹介の合間には毎回「懐かしソング」と題し、滝沢の世代のJ-POP、または演歌のどちらか1曲を放送する。
2025年5月からは「ホゥ!ホゥ!ポイント」として、メールが1通紹介されるごとに1ポイントが付与されるようになり、所定のポイント数に達するとプレゼントが貰えるようになった。
以前は滝沢の近況を伝えるコーナーであった。また、滝沢の誕生日などにはリスナーからプレゼントが届くこともある。

### 過去のコーナー
- マリとハナとお前

滝沢いわく、この番組のメイン企画である。マリとハナは滝沢の飼い猫の名、「お前」はリスナーを指し、リスナーのメールを紹介する。毎度滝沢のTwitter・ブログにてメールテーマを提示し、時間の限りメールを紹介している。最近の出来事や、お悩み相談・人生相談などにも滝沢の人生体験・経験を交え回答する。
- アイパー 欲望の記憶

過去、滝沢が放送日に何をしていたか、同時期に書いた事を紹介する。
- アイパー流 自粛生活のススメ

滝沢が愛用するキーボードを持ち込み、童謡・邦楽にまつわるイントロクイズを出題する。正解者にはポイントが付与される。ポイントがある程度たまると、当初は滝沢から「何かプレゼントする」とのことだったが、のちに「お褒めの言葉を貰う」というシステムになった。
- 戒めメール

滝沢がまともな人になれるよう、「戒めになる一言」を送ってもらうコーナー。毎週、滝沢自身の日常の戒めとして、リスナーから届いたメールを3通紹介するというコーナーだったが、のちに滝沢自身が読むのが嫌になり、強制終了となった。

## テーマ曲
- オープニング：矢沢永吉『黒く塗りつぶせ』
- エンディング：忌野清志郎『スローバラード』

## イベント
- 2018年9月8月30日に、『アイパー滝沢のホゥ! リーナイト・フィーバー～大宮出張編～』が開催された[4]。